# Krzysztof Bociek
Krzysztof Bociek (ur. 30 marca 1974 w Mielcu) – polski piłkarz, grał na pozycji napastnika.
Jest wychowankiem Stali Mielec. Ukończył Technikum Mechaniczne w Mielcu. Pierwszy mecz w ekstraklasie rozegrał w Stali Mielec 21 października 1990 mając skończone zaledwie 16 lat. W wieku 18 lat był już najlepszym strzelcem ekstraklasowej Stali Mielec strzelając 12 bramek. Później występował w ekstraklasowych klubach w Grecji i Holandii. Po sezonie 2000/01 Bociek zakończył piłkarską karierę z powodu bardzo ciężkiej kontuzji. W sumie w swojej piłkarskiej karierze w ekstraklasach różnych krajów rozegrał 161 spotkań, strzelając 39 bramek. Wielokrotnie występował także w reprezentacjach Polski U-18, U-21 oraz olimpijskiej.